# Orde van Nila Utama
De Orde van Nila Utama (Maleis: "Darjah Utama Nila Utama") werd in 1975, tijdens de hervorming van het decoratiestelsel, door Singapore ingesteld. Deze ridderorde heeft drie graden en wordt ook aan niet-Singaporese personen verleend.
Vernoemd naar de stichter van het koninkrijk Singapore, Sang Nila Utama.

## Graden
- Eerste Graad (Grootkruis)
- Tweede Graad (Grootofficier)
- Derde Graad (Commandeur)

Het kleinood is een gouden ster met vijf witte armen. In het centrale rode medaillon zijn de gouden maan en de sterren uit het wapen van Singapore in de juiste kleuren afgebeeld. Onder de ster ligt een gouden lauwerkrans. Op de gouden ring rond het medaillon staat ""Darjah Utama Nila Utama"".
De zilveren ster is vijfpuntig. De stralen zijn in briljantvorm geslepen. In het midden is het kleinood, zonder de kransvormige verhoging, gelegd. Er is als verbinding met het lint en verhoging voor een gouden lauwerkrans gekozen.
Het lint van de orde is rood met een brede witte middenstreep en twee smallere grijze strepen op de zo ontstane rode banen.